# Siège de Saint-Antonin
 (février 2023).
Rébellions huguenotes
Batailles
Guerres de Religion en France
Prélude
- Mérindol (1545)
- Amboise (1560)
- Colloque de Poissy (1561)

Première guerre de Religion (1562-1563)
- Édit de Saint-Germain (1562)
- Massacre de Wassy (1562)
- Toulouse (1562)
- Vergt (1562)
- Rouen (1562)
- Dreux (1562)
- Orléans (1563)
- Paix d'Amboise (1563)

Deuxième guerre de Religion (1567-1568)
- Surprise de Meaux (1567)
- Michelade (1567)
- Saint-Denis (1567)
- Chartres (1568)
- Paix de Longjumeau (1568)

Troisième guerre de Religion (1568-1570)
- Jarnac (1569)
- La Roche-l'Abeille (1569)
- Poitiers (1569)
- Orthez (1569)
- Montcontour (1569)
- Saint-Jean-d'Angély (1569)
- Arnay-le-Duc (1570)
- Rabastens (1570)
- Paix de Saint-Germain-en-Laye (1570)

Quatrième guerre de Religion (1572-1573)
- Saint-Barthélemy (1572)
- Sancerre (1572-1573)
- Sommières (1573)
- La Rochelle (1573)

Cinquième guerre de Religion (1574-1576)
- Dormans (1575)
- Édit de Beaulieu (1576)

Sixième guerre de Religion (1577)
- Paix de Bergerac (1577)
- Édit de Poitiers (1577)

Septième guerre de Religion (1579-1580)
- Traité de Nérac (1579)
- Paix du Fleix (1580)

Huitième guerre de Religion (1585-1598) 
Guerre des Trois Henri

- Traité de Joinville (1584)
- Édit de Nemours (1585)
- Jarrie (1587)
- Coutras (1587)
- Vimory (1587)
- Auneau (1587)
- Journée des Barricades (1588)
- Arques (1589)
- Ivry (1590)
- Paris (1590)
- Journée des Farines (1591)
- Chartes (1591)
- Poncharra (1591)
- Châtillon (1591)
- Rouen (1591-1592)
- Craon (1592)
- Port-Ringeard (1593)
- Fort Crozon (1594)
- Fontaine-Française (1595)
- Doullens (1595)
- Amiens (1597)
- Édit de Nantes (1598)

Rébellions huguenotes (1621-1629)
- Saumur (1621)
- Saint-Jean-d'Angély (1621)
- La Rochelle (1621)
- Montauban (1621)
- Riez (1622)
- Royan (1622)
- Sainte-Foy (1622)
- Nègrepelisse (1622)
- Saint-Antonin (1622)
- Montpellier (1622)
- Saint-Martin-de-Ré (1622)
- Traité de Montpellier (1622)
- Blavet (1625)
- Île de Ré (1625)
- Traité de Paris (1626)
- Saint-Martin-de-Ré (1627)
- La Rochelle (1627-1628)
- Privas (1629)
- Alès (1629)
- Montauban (1629)
- Paix d'Alès (1629)

Révocation de l'édit de Nantes (1685)
Le Siège de Saint-Antonin a été réalisé par le roi Louis XIII, en 1622, lors des Rébellions huguenotes.

## Préambule
Après avoir pacifié le Poitou et le Saintonge, Louis XIII confie le blocus de La Rochelle à son cousin Louis, comte de Soissons, pendant qu'il marche en direction du Languedoc.
L'armée du roi part de Royan le 16 mai et couche à Mortagne. Le 17 elle couche à Mirambeau, séjourne les 18 et 19 à Montlieu, arrive à Saint-Aulaye le 20, à Guîtres le 21, à Saint-Émilion le 22, Castillon le 23 et Sainte-Foy-la-Grande le 25 mai que Jacques Nompar de Caumont duc de La Force livre sans combat, moyennant une compensation financière de 20000 écus.
Continuant sa chevauchée, Louis XIII arrive le 28 mai à Monségur et le 29 à Marmande, passe devant Tonneins, que le duc d'Elbeuf et le maréchal de Thémines avaient pris le 4 mai précédent et ruiné ras-terre. Le 30 mai la troupe royale est à Aiguillon et le 1er juin à Agen puis remonte la Garonne par Valence-d'Agen jusqu'à Moissac.
S'approchant de Montauban, qu'il n'avait pas réussi à prendre l'année précédente, Louis XIII envoie le marquis de Valençay avec la gendarmerie de la Garde et les chevau-légers de Condé en reconnaissance jusqu'au glacis de la cité huguenote. Le 7 juin il fait passer l'Aveyron, près de Piquecos, à son armée qui bivouaque, en bataille, devant Villemade, à 2 lieues de Montauban.
Le 10 juin les troupes royales arrivent devant Nègrepelisse qui est  prise et la population massacrée. Comme pour le village d'Albias, l'année précédente, les soldats de l'armée royale font preuve d'une grande cruauté et d'une grande violence en pillant et en détruisant tout.

## Ordre de bataille
- Régiment d'Estissac
- Régiment des Gardes françaises
- Régiment d'Hocquincourt (1617-1640)
- Régiment de La Douze
- Régiment de Navarre
- Régiment de Normandie
- Régiment de Nérestang (1622-1623)
- Régiment de Piémont
- Régiment de Puyserguier
- Régiment de Soyecourt
- Régiment de Vaillac
- Régiment de Vibraye

## Le siège

Les révoltes huguenotes dans le bastion protestant de Tarn-et-Garonne (1621-1628)

La ville de Saint-Antonin fut investie par le duc de Vendôme et le maréchal de Thémines avec les régiments de Piémont et de Normandie durant le siège de Nègrepelisse.
L'Aveyron entourant l'enceinte sud d'une nappe d'eau infranchissable, la tranchée fut ouverte dans le vallon de la Bonnette, petite rivière qui traverse la ville.
Le seul endroit par lequel la ville pouvait être abordée était défendu par 2 bastions, un ouvrage à cornes et 3 ravelins. L'avant de la contrescarpe était garni de mousquetaires. Il y avait un pont de pierre sur l'Aveyron et, au bord de la rivière, une muraille flanquée de 2 tours. La vanne du moulin avait été levée pour maintenir devant la muraille une profondeur d'eau suffisante, l'Aveyron n'en n'ayant pas plus d'un pied en cette saison.
Le maréchal de camp Louis de Marillac avait détourné la Bonnette et installé dans son lit une grande quantité de gabions et de palissades en face de l'ouvrage à cornes, que Vendôme avait désigné comme point d'attaque.
Ce ne fut pas l'avis de Bassompierre, chargé par Condé de la reconnaissance de Saint-Antonin quand l'armée l'eut investie, le 14 juin 1622. Il déclara : « les villes, pas plus que les taureaux, ne devaient être prises par les cornes. Qu'une bonne leçon d'escrime était d'éviter la pointe de l'épée de l'ennemi et d'en chercher le faible, pour la lier et la maitriser ». En conséquence il proposa de rompre la vanne du moulin et d'attaquer Saint-Antonin par le lit même de l'Aveyron, après avoir ouvert, à coups de canon, une brèche dans la muraille.
Condé ne l'écouta pas et fit continuer les travaux d'approche commencés dans le vallon de la Bonnette. Henri de Schomberg y mit ses 7 pièces en batterie.
Le roi était logé à Caylus avec sa Maison, mais il venait au camp tous les jours, pour suivre les opérations dans une redoute établie à mi-côte du ravin de la Bonnette. Il pointa lui-même une couleuvrine, sur des paysans qui réparaient les remparts.
Le 17 juin, Normandie fit contre l'ouvrage à cornes une attaque qui ne réussit pas.
Le 19 juin, les femmes soutinrent et repoussèrent, à coups de hallebarde, un assaut du régiment des Gardes françaises.
Le 20 juin, l'explosion d'une mine fut le signal de l'attaque générale, à laquelle prirent part 100 gendarmes de la garde du roi.
« On emporta tous les dehors jusqu'à la contrescarpe, et la corne aussi, mais on eut 400 morts ou blessés, dont le comte de Paluau, mestre de camp de Navarre et le baron de Paillez, sergent-major de Normandie. Les femmes se défendaient comme les hommes, elles tuaient et étaient tuées. Ce n'était que fer, que sang, feu et flamme ».
Le 21 juin, la contrescarpe fut minée, le canon fut approché jusqu'au pied de la muraille. Les assiégés commencèrent à parler de se rendre.
« Ils durent se soumettre à la clémence du Roi pour leur vie, payer 100 000 livres tournois comme rançon du pillage et recevoir garnison jusqu'à ce que toutes leurs fortifications fussent démolies. »

## Conséquence
Après la prise de Saint-Antonin-Noble-Val, Louis XIII continue sa marche par Castelnau-de-Montmiral, Saint-Sulpice et contournant Toulouse, il chemine par Belcastel, Saubens, Caraman, qui capitule au 1er coup de canon, puis Cuq-Toulza, qui fut prise par 6 compagnies, et cantonne à Saint-Félix-de-Caraman le 30 mai. Le 3 juillet, il est à Castelnaudary où étant malade, il reste une dizaine de jours. Il se dirige, ensuite, vers Montpellier afin de la prendre la ville.

### Sources et bibliographie
- Colonel Édouard Hardy de Périni, Batailles françaises volume 3